# Захаров, Александр Александрович
Александр Александрович Захаров (род. 21 августа 1970, Орёл) — российский вокалист и педагог.

## Биография
Родился 21 августа 1970 г. в семье инженеров. Музыкой начал заниматься с раннего возраста. В г. Орле закончил музыкальную школу по классу фортепиано, позднее — дирижёрско-хоровое отделение Орловского музыкального училища.
После призыва в ряды вооружённых сил был переведён в Ансамбль МВО, а затем в Дважды Краснознамённый Ансамбль песни и пляски им. А.В Александрова сначала в качестве артиста хора, а затем в качестве солиста прославленного коллектива.
В 2002 г. Александр Захаров окончил Российскую академию музыки имени Гнесиных (класс Народного артиста России К. Лисовского) по специальности академический вокал.
В 1999 г. был принят в труппу Московского Государственного Академического камерного музыкального театра под руководством Б. Покровского, где исполнил следующие партии: Грицько («Сорочинская ярмарка» Мусоргского), — на протяжении четырёх лет был единственным исполнителем, спектакль получил премию «Золотая Маска»; Луиджи («Плащ» Пуччини), Дон Оттавио («Дон Жуан» Моцарта), Феррандо («Так поступают все» Моцарта), Секст («Юлий Цезарь в Египте» Генделя) — спектакль получил премию «Золотая Маска», Люченцио («Укрощение строптивой» Шебалина).
В составе труппы театра много гастролировал за рубежом, в том числе в Германии, Швейцарии, Франции, Италии и Японии. Александр Захаров постоянно сотрудничает с лучшими оркестрами России, участвует в концертных представлениях редко исполняемых опер. В его репертуаре: КАРЛ IV («Орлеанская Дева» Чайковского"), Баян («Руслан и Людмила» Глинки), Кащей («Кащей Бессмертный» Римского-Корсакова), Бенедиктов («Последние дни» Николаева), Чёрт («Ночь перед Рождеством» Римского-Корсакова) и др., а также партии тенора в симфонических произведениях Бетховена, Бриттена и Верди. Единственный современный исполнитель партии Алёши Поповича в опере Гречанинова «Добрыня Никитич», которая была всего лишь дважды поставлена в Москве с Национальным Академическим Оркестром Русских Народных Инструментов им. Осипова, в 2003 г. — с дирижёром, народным Артистом России Николаем Калининым, а в 2005 г. — с дирижёром, народным Артистом России — Владимиром Понькиным. С 2006 года выступает в концертах под эгидой Союза композиторов России и Академии «Новое передвижничество» в Москве и других городах России.
С 2004 года является солистом Большого театра России, на сцене которого исполнил более 20 партий, среди которых: Юродивый и Подъячий («Борис Годунов» и «Хованщина» Мусоргского), Задрипанный мужичок («Леди Макбет Мценского Уезда» Шостаковича), Платон Каратаев («Война и Мир» Прокофьева), Гвидон («Сказка о Золотом Петушке» Римского-Корсакова) и др. Гастролировал с труппой театра в «Covent Garden» (Лондон), принимал участие в Оперном фестивале в г. Савонлинна (Финляндия), 55-м Летнем фестивале в Любляне (Словения), а также в гастрольных поездках театра в Латвию и Грецию.
Долгие годы являлся участником Арт-проекта «ТенорА XXI века».
С 2011 по 2020 г. Александр Захаров — солист-вокалист Национального Академического оркестра русских народных инструментов им. Осипова (Москва) под руководством Народного Артиста России — Владимира Андропова, с которым гастролировал во многих городах России и мира.
В настоящее время артист выступает с сольными концертами в сопровождении ведущих народных и симфонических коллективов нашей страны. В 2011 году в свет вышел диск «Родина моя» с записью русских народных песен в исполнении Александра Захарова.
В 2021 году приглашен в Российскую академию музыки имени Гнесиных в качестве педагога по академическому вокалу на кафедру под руководством Народного артиста России  А. А. Науменко.

## Награды и звания
В 2006 году певец удостоен звания «Заслуженный артист Республики Ингушетия».
В ноябре 2007 года удостоен Премии «Национальное достояние России».
В 2013 году за пропаганду классической музыки, популяризацию оперного искусства среди молодого поколения, создание целого ряда новых концертных программ Александр Захаров награждён Премией города Москвы в области литературы и искусства.
В 2019 году удостоен звания Заслуженный Артист России.